# Ulli Maier
Pour les articles homonymes, voir Maier.
Ulli Maier, née le 2 juin 1957 à Vienne (Autriche), est une actrice autrichienne.

## Biographie
De 1976 à 1979, Ulli Maier étudie le théâtre au séminaire Max Reinhardt de sa ville natale. Ses engagements l'ont amenée au Wiener Volkstheater, au Schauspielhaus de Bonn, au Schauspiel de Francfort, au Residenztheater de Munich, au Thalia Theater de Hambourg, au Berliner Ensemble et au Festival de Salzbourg. Elle travaille avec de nombreux metteurs en scène, dont Jürgen Flimm, Claus Peymann, Karin Beier, Matthias Hartmann, Nikolaus Harnoncourt, Torsten Fischer et Jürgen Gosch.
Ulli Maier enseigne occasionnellement au Séminaire Max Reinhardt à Vienne et au Mozarteum de Salzbourg, fait des lectures et prête sa voix à diverses productions de livres audio. Pour son travail théâtral, Ulli Maier a reçu le prix Karl Skraup et le prix Sylvia Manas en 1980, le prix de promotion de l'État de Rhénanie du Nord-Westphalie en 1988 et, en 2002, le prix du théâtre Nestroy de la meilleure actrice dans le rôle d'"Agathe" dans L'Homme sans qualités.

## Engagements
- 1977-1988 : Theater in der Josefstadt à Vienne
- 1979-1984 : Volkstheater (Vienne)
- 1985-1992 : Théâtre de Bonn et Renaissance-Theater à Berlin
- 1993-1996 : Residenztheater à Munich et Schauspiel Francfort
- 1995-2000 : Théâtre Thalia à Hambourg
- 2000-2001 : Théâtre de Bochum
- 2001-2002 : Théâtre in der Josefstadt à Vienne
- 2003-2004 : Berliner Ensemble et Festival de Salzbourg
- 2005-2010 : Théâtre de Bochum
- 2008-2009 : Théâtre de Zurich
- 2010 : Théâtre de Cologne
- 2011-2012 : Theater in der Josefstadt
- 2014: Ernst-Deutsch-Theater Hambourg[4]

## Filmographie
- 1980 : Jägerschlacht (de)
- 2010 : Seine Mutter und ich (de)
- 2019 : Balanceakt (de)

### TV
- 1978 : Kottan ermittelt (de) – Nachttankstelle
- 1983 : Derrick – Die Tote in der Isar
- 1986 : Derrick – Der Fall Weidau
- 2004 : Tatort : Nicht jugendfrei
- 2007 : Tatort : Der Finger
- 2007 : Tatort : Familiensache
- 2013 : Un secret bien enfoui (Tod in den Bergen) de Nils Willbrandt (téléfilm)
- 2014 : Die Freischwimmerin (de) (téléfilm)
- 2014 : Die Rosenheim-Cops – Aumans letzte Stunde
- 2015-2016 : Der Bozen-Krimi (série télévisée, 3 épisodes)
- 2019 : Todesfrist – Nemez und Sneijder ermitteln (de) (téléfilm)
- 2019 : Reiterhof Wildenstein – Die Pferdeflüsterin
- 2019 : Reiterhof Wildenstein – Kampf um Jacomo
- 2019 : Tatort – Baum fällt
- 2020 : Reiterhof Wildenstein – Neuanfang
- 2020 : Reiterhof Wildenstein – Der Junge und das Pferd
- 2021 : Spuren des Bösen: Schuld (de) (téléfilm)